# روی آوربو
روی آوربو (انگلیسی: Roy Overbaugh; ۱۴ نوامبر ۱۸۸۲ – ۶ فوریهٔ ۱۹۶۶) فیلم‌بردار اهل ایالات متحده آمریکا بود.

## فیلم‌شناسی
- دکتر جکیل و آقای هاید (۱۹۲۰)
- نل گوئین (۱۹۲۶)
- گرگ‌ها (۱۹۳۰)